# Mènil (militar)
Mènil (en llatí Menyllus, en grec antic Μένυλλος) fou un militar macedoni que el regent de Macedònia Antípater va nomenar comandant de la guarnició establerta a Muníquia després de la guerra de Làmia l'any 322 aC.
Plutarc diu que va ser un home just i bo, i que sota el seu comandament la guarnició macedònia va procurar no molestar en res als atenencs i va estar en termes amistosos amb Foció. A la mort d'Antípater va ser substituït per Nicànor, segons diuen Plutarc i Diodor de Sicília.